# همجوشی محصورسازی لختی
هَمجوشی مَحصورسازی لَختی (به انگلیسی: Inertial confinement fusion) نوعی روش محصورسازی در همجوشی هسته‌ای است.
در این روش، از لیزرهای ترا-وات پرتوان مخصوصی استفاده می‌شود که سعی در متراکم نمودن درون یک ساچمه دارای پلاسما را دارند. این ساچمه را درون یک هولورام قرار می‌دهند.
از مراکز بزرگ پژوهشی در این زمینه می‌توان تأسیسات ملی احتراق و علوم فوتونی و دانشگاه روچستر را نام برد.

## نگارخانه

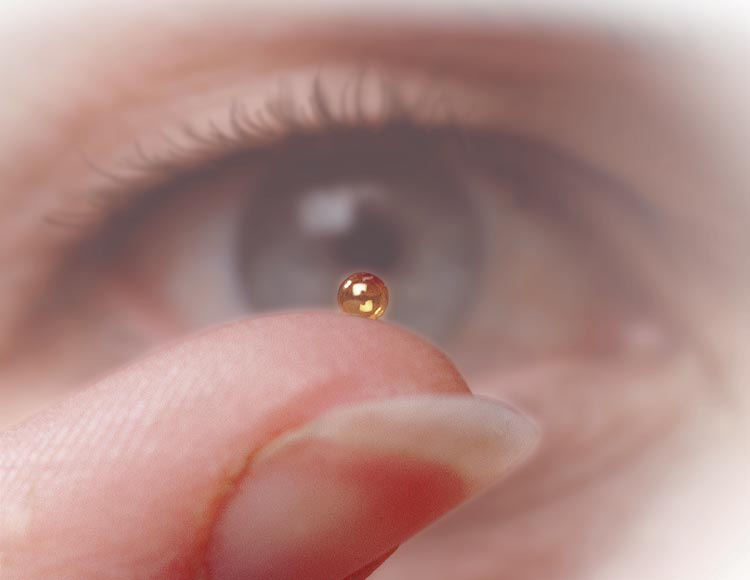
یک کپسول ساچمه‌ای محتوای سوخت هسته‌ای برای قیاس اینجا نشان داده شده.
فرایند چگونگی تولید انرژی هسته‌ای از این طریق
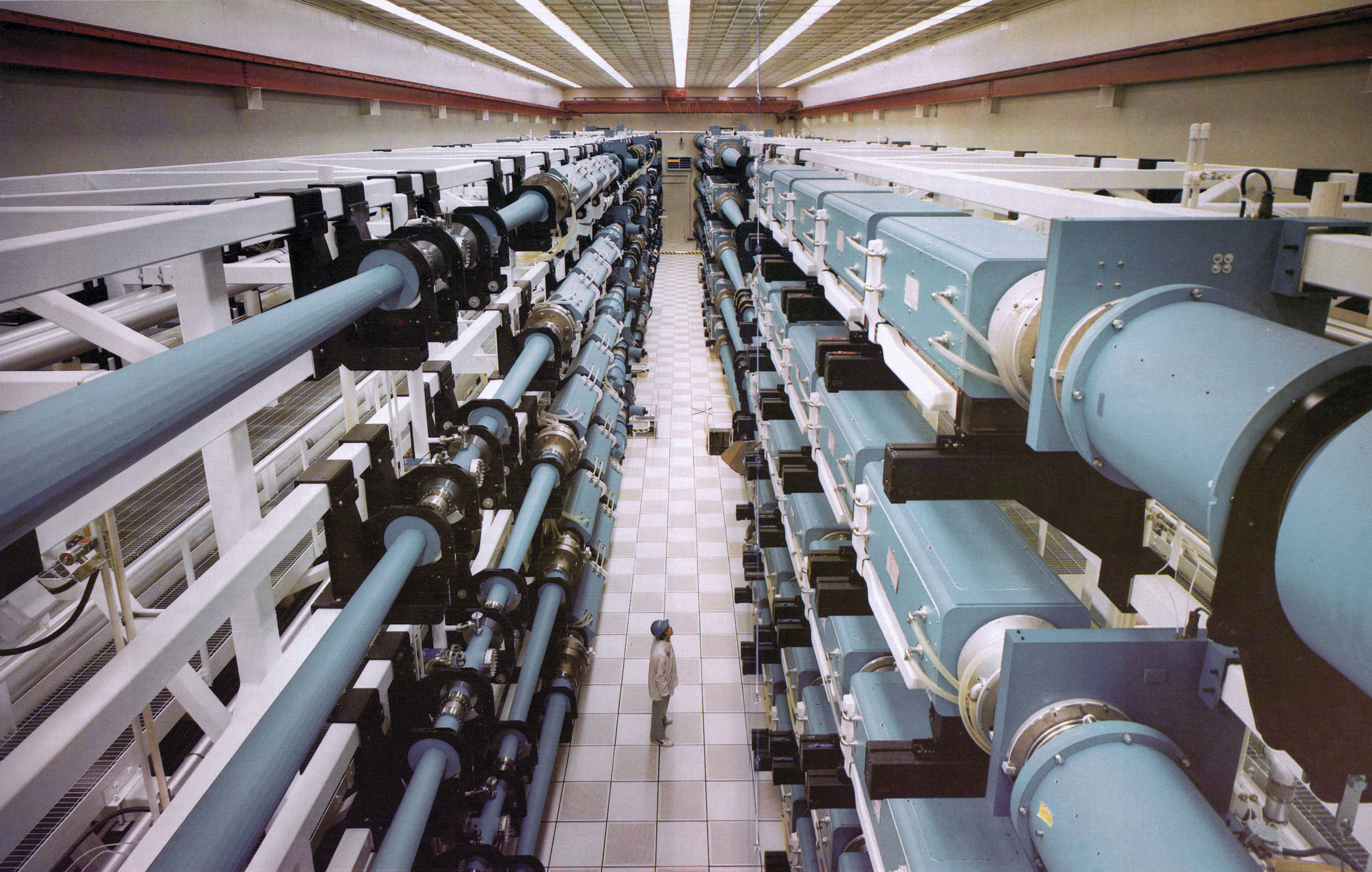
لیزر نوا در آزمایشگاه ملی لارنس لیورمور